# Фестивальная улица (Апатиты)
Фестивальная улица — улица в городе Апатиты. Названа так, потому что молодежь Всесоюзной ударной стройки в Хибинах горячо приветствовала VI Всемирный фестиваль молодёжи и студентов, проходивший в Москве.

## История
Улица была построена одна из первых при строительстве основной части города.
Во время стройки, в Москве проходил фестиваль студентов и молодёжи, который поддержала строительная молодёжь города. После сдачи улицы ей было присвоено название «Фестивальная улица».

## Расположение улицы
Расположена улица в основной части города, проходя с запада на восток.
Начинается Фестивальная улица от стыка с улицей Космонавтов. Заканчивается улица, упираясь в улицу Победы.

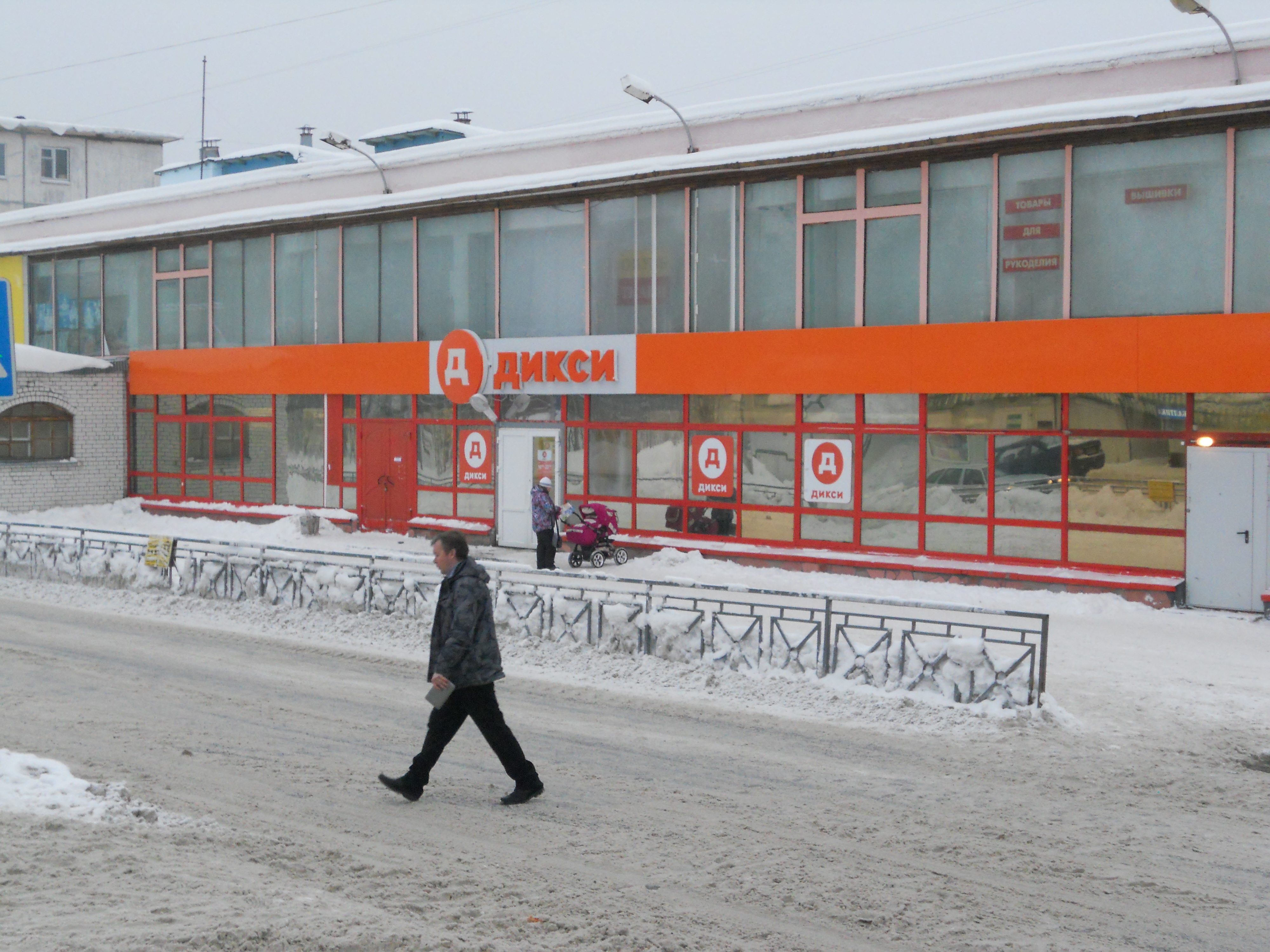
«Дикси» в ТЦ «Юность» (не действует)

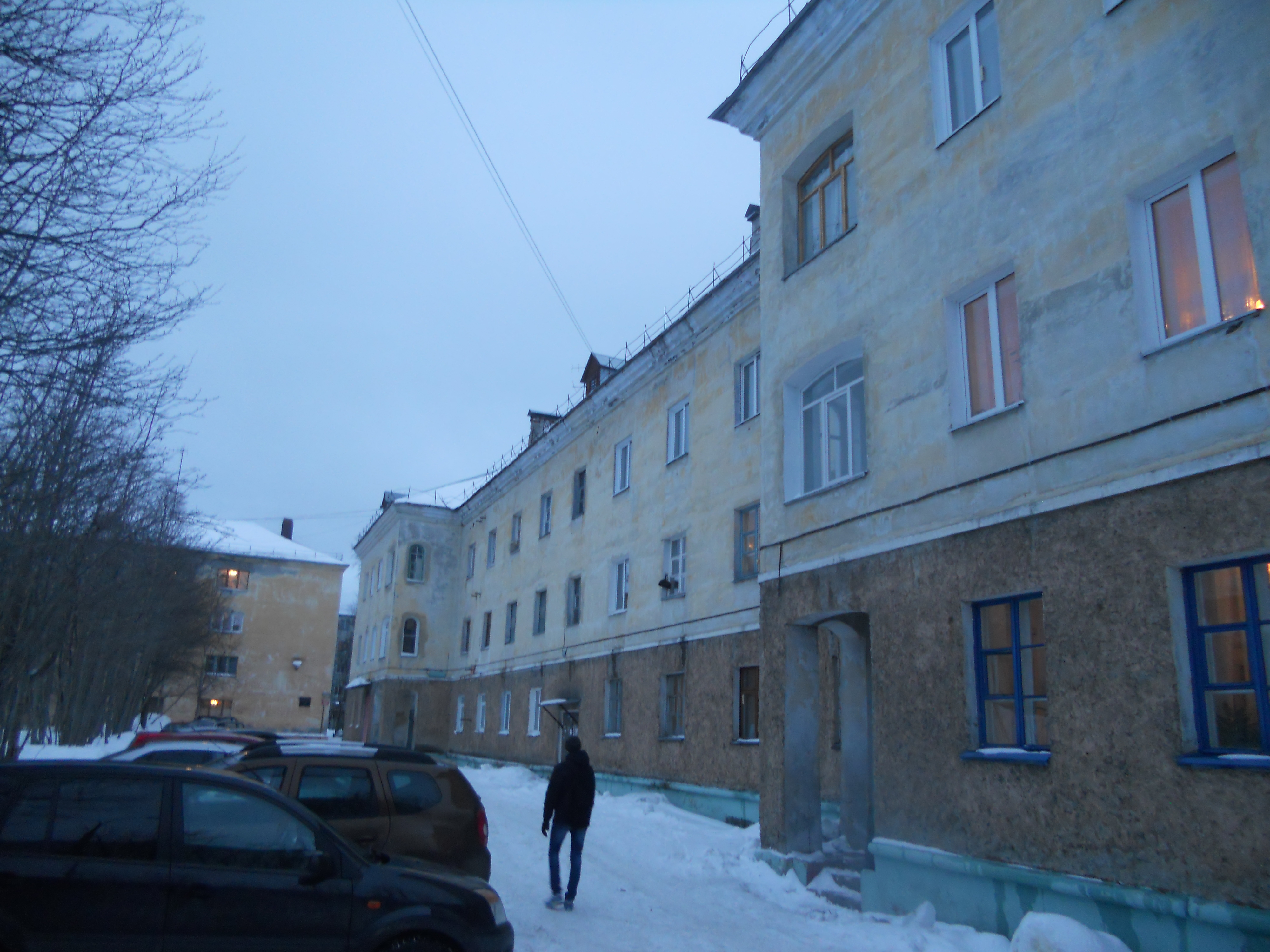
Фестивальная улица, дом 5

## Пересекает улицы
- ул. Космонавтов
- ул. Нечаева
- ул. Победы

## Здания

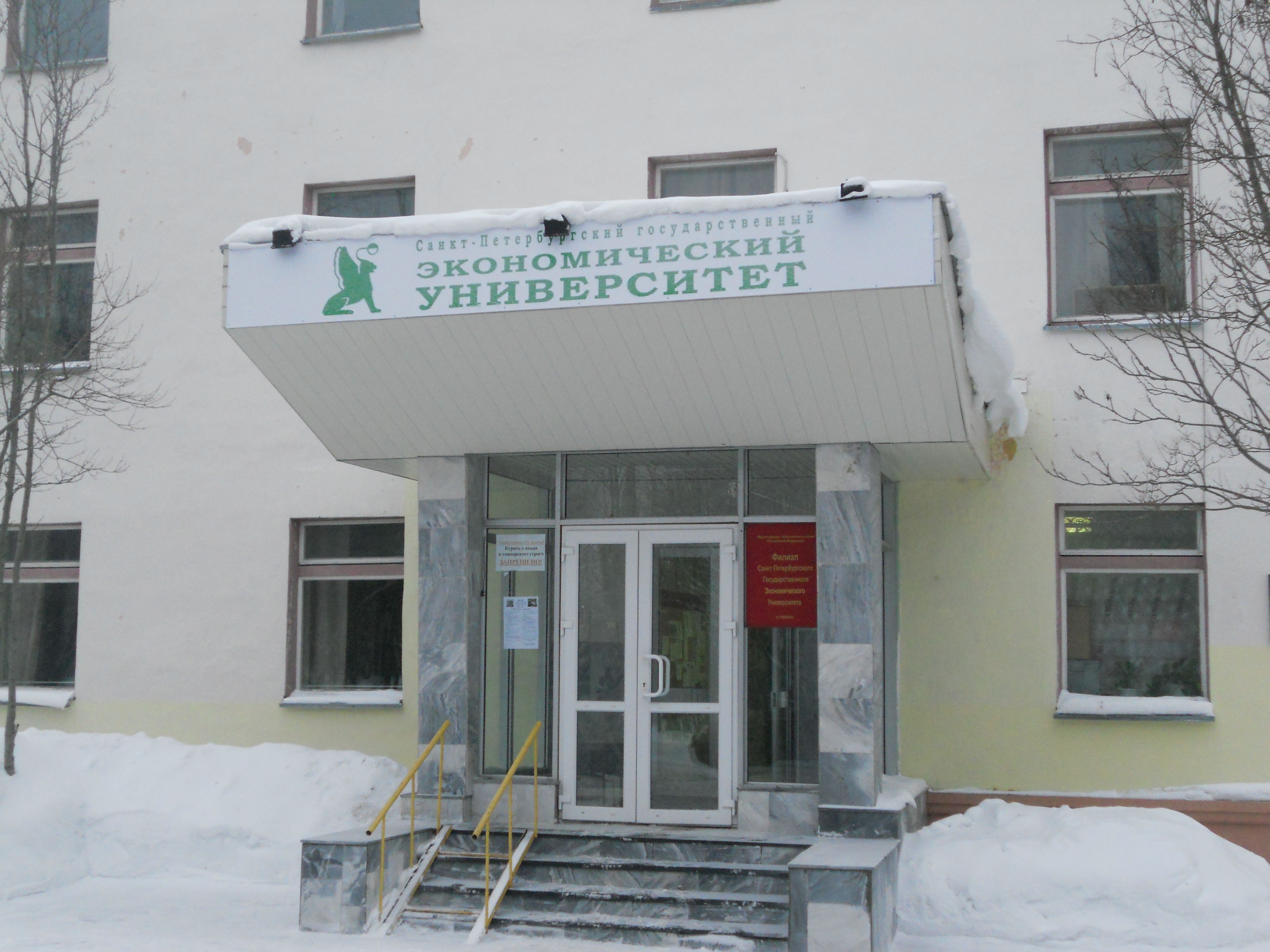
ИНЖЕКОН (не действует)

- № 3 — Инженерно-экономический университет ИНЖЕКОН (не действует).
- № 5а — Казначейство города Апатиты.
- № 11а — Детский сад Семицветик.
- № 14 — ТЦ «Юность».
- № 15а — Дом детского творчества им. А. Е. Ферсмана.
- № 21 — ДЮШС «Универсал».
- № 23а — Молодёжный Социальный Центр города Апатиты.

## Достопримечательности
- На улице Фестивальной располагается главный городской стадион, спортивная площадка и хоккейная коробка.
- В Апатитах только в доме № 5 Фестивальной улицы есть парадный и чёрный ход.

## Транспорт
По улице городской транспорт не ходит.